# Carelia tenebrosa
Carelia tenebrosa fue una especie de molusco gasterópodo de la familia Amastridae en el orden Stylommatophora.

## Distribución geográfica
Fue endémica de las islas de Hawái.